# Iryna Kryŭko
Iryna Valer"eŭna Kryŭko, coniugata Leščanka (in bielorusso Ірына Валер’еўна Крыўко-Лешчанка?; Syanno, 30 luglio 1991), è una biatleta bielorussa, campionessa olimpica nella staffetta a Pyeongchang 2018.

## Biografia
Iryna Kryŭko, attiva dalla stagione 2008-2009, ha esordito in Coppa del Mondo il 16 dicembre 2011 a Hochfilzen in sprint (46ª); ai Mondiali juniores di Kontiolahti 2012 ha vinto la medaglia di bronzo nell'inseguimento e ai Mondiali di Ruhpolding 2012, sua prima presenza iridata, non ha completato l'individuale. Ha ottenuto il primo podio in Coppa del Mondo il 14 gennaio 2015 a Ruhpolding in staffetta (2ª) e ai successivi Mondiali di Kontiolahti 2015 si è classificata 19ª nell'individuale e 6ª nella staffetta; ai Mondiali di Oslo 2016 si è piazzata 64ª nell'individuale, 66ª nella sprint, 18ª nella staffetta e 9ª nella staffetta mista e a quelli di Hochfilzen 2017 14ª nell'individuale, 36ª nella sprint, 45ª nell'inseguimento, 9ª nella staffetta e 22ª nella staffetta mista.
Ai XXIII Giochi olimpici invernali di Pyeongchang 2018, suo esordio olimpico, ha vinto la medaglia d'oro nella staffetta ed è stata 36ª nell'individuale, 17ª nella sprint, 17ª nell'inseguimento e 26ª nella partenza in linea. Ai Mondiali di Östersund 2019 si è classificata 62ª nell'individuale, 26ª nella sprint, 33ª nell'inseguimento, 24ª nella partenza in linea e 11ª nella staffetta, a quelli di Anterselva 2020 30ª nell'individuale, 52ª nella sprint, 49ª nell'inseguimento, 13ª nella staffetta e 12ª nella staffetta e a quelli di Pokljuka 2021 75ª nella sprint, 4ª nella staffetta e 12ª nella staffetta mista individuale; ai XXIV Giochi olimpici invernali di Pechino 2022 si è piazzata 41ª nell'individuale, 60ª nella sprint, 20ª nell'inseguimento e 13ª nella staffetta. È inattiva in ambito internazionale da quella stessa stagione 2021-2022 poiché in seguito all'invasione russa dell'Ucraina del 2022 gli atleti bielorussi sono stati esclusi dalle competizioni riconosciute dall'International Biathlon Union.

## Palmarès

### Olimpiadi
- 1 medaglia:
  - 1 oro (staffetta a Pyeongchang 2018)

### Mondiali juniores
- 1 medaglia:
  - 1 bronzo (inseguimento a Kontiolahti 2012)

### Europei
- 5 medaglie:
  - 1 oro (staffetta a Nové Město 2014)
  - 1 argento (inseguimento a Minsk-Raubyči 2019)
  - 4 bronzi (staffetta mista juniores a Val Ridanna 2011; individuale a Nové Město 2014; individuale a Minsk-Raubyči 2019; sprint a Minsk-Raubyči 2020)

### Coppa del Mondo
- Miglior piazzamento in classifica generale: 15ª nel 2019
- 5 podi (1 individuale, 4 a squadre):
  - 5 secondi posti